# 梶島正樹
梶島正樹（1962年3月15日—）是岡山縣出身的動畫師、角色設定和動畫原作者。
以『天地無用!』系列的原作者身分而聞名。

## 經歷
大阪設計学院畢業後、進入ジュニオ工作室。和他為同學並且一起進入同公司的還有井上俊之及平岡正幸。最初的原畫作品是『停止!! 雲雀』。在升職為原畫的三個月後，又在『Gu-Guガンモ』被拔擢為主要角色設定。在工作人員中雖然是以社長香西隆男名義、但實際上是接手香西的監修工作而與井上俊之兩人一起負責。在『ガンモ』中認識北久保弘之而成為好友、也因此讓他有機會接到外面的工作。
在『GALL FORCE』以後，大部分只接AIC的工作。雖然在ジュニオ的時間很長、但從『GALL FORCE地球章』後正式離開並且轉職到AIC。

## 作風
被AIC代表董事兼社長三浦亨說過「真想切開你的腦袋看看裡面的東西。你的腦中到底放了多少的知識和裡設定」表現出他本人與他擔任原作的作品間的深度關連。
梶島的原作作品特徴是一個普通害羞的少年會有許多年長的美女組成後宮。另外與一般後宮型作品的結果不同，會直接表明主角最後是一夫多妻制。
常把自己名字中的字加到主角的名字裡。例如在『デュアル!ぱられルンルン物語』中，主角・四加一樹就是4+1=5而可以念成正樹(日文的五與正的發音相同)。

## 主要作品
- ドリームハンター麗夢（原画）
- 吹泡糖危機（作画監督）
- 天地無用!魎皇鬼（原作、角色設定、作画監督、原画）
- 天地無用!（原作、原創角色設定）
- 天地無用! GXP（原作、作画監督、原画）
- デュアル!ぱられルンルン物語（原作、原創角色設定）
- フォトン（原作、原創角色設定）
- 真・天地無用!魎皇鬼（小説、富士見幻想文庫）
- 東京魔人學園剣風帖 龖（OP原画）
- 異世界聖機師物語（原作・總監修）

## 成人向動畫
- Space Ofera 阿卡魯達 （原作）
- 御先祖贊江（原作）
- 貴方だけこんばんわ（原作）